# Forté 4GL
Forté 4GL è un ambiente di sviluppo adesso detenuto da Sun Microsystems per la programmazione Object-Oriented di applicazioni distribuite client/server. L'ambiente usa esclusivamente il linguaggio di programmazione proprietario TOOL (Transactional Object Oriented Language) e fornisce tutti gli strumenti per la gestione dell'intera applicazione.

## Storia
Forté 4GL nasce come soluzione integrata per lo sviluppo e la gestione di applicazioni client/server. Forté 4GL è costituito da:
- un application server
- vari strumenti per la distribuzione e il monitoraggio delle applicazioni
- un linguaggio orientato agli oggetti proprietario chiamato TOOL (Transactional Object Oriented Language).

Dato che il linguaggio TOOL è utilizzabile solo sugli application server della Forté, molti utenti si riferiscono alle applicazioni scritte in "TOOL" semplicemente col termine "Forté".
La prima versione di Forté 4GL venne distribuita nell'Agosto 1994. Successivamente, Forté  Inc. ha costruito diverse estensioni, tra cui:
- Web Enterprise - interfaccia a un HTML-wrapper pensata per lo sviluppo di un front-end Web per applicazioni di tipo rich-client;
- Forte Express - RAD visuale (GUI) per lo sviluppo di applicazioni che interagiscono con una base dati, distribuito nel giugno 1995;
- Conductor - motore di workflow in grado gestire la coreografia delle varie attività, distribuito nel marzo 1997;
- Forté Fusion - bus dedicato all'integrazione che gestisce l'interazione con sistemi esterni tramite l'impiego di messaggi in formato XML, in stretta dipendenza dal motore di Conductor.

La Forté Inc. fu poi acquisita da Sun Microsystems. I moduli precedentemente elencati furono riuniti e rivenduti con il marchio "Unified Development Server (UDS) and Integration Server (IS)" della divisione "IPlanet". I componenti server furono in seguito riuniti sotto il nome di "Enterprise Application Integration" (EAI).
Da allora Sun ha dichiarato che il prodotto è arrivato alla fine del suo ciclo di vita e non prevede di proseguire gli sviluppi. Il supporto ufficiale a Forté è cessato alla fine del mese di settembre del 2006.
Sun ha confermato che continuerà a supportare UDS solo per quanto riguarda server Windows/Sun Solaris e database Oracle: ad ogni modo, anche per questi il supporto verrà mantenuto solamente fino ad aprile 2009.

## Base dati
Forté supporta i seguenti database relazionali: Oracle, DB2, Informix, Sybase e Microsoft SQL Server. L'accesso ai vari tipi di database può essere fatto utilizzando script SQL direttamente all'interno del codice TOOL, oppure tramite SQL costruito "on the fly".

## Applicazioni distribuite
Forté fornisce un ottimo supporto per la gestione di applicazioni distribuite. Lo sviluppatore può decidere di creare un'istanza di una classe e di posizionarla su un particolare server. A questo punto il sistema si occuperà di gestire le chiamate ai metodi della classe, utilizzando l'istanza creata, in maniera del tutto invisibile all'utente. Allo sviluppatore non viene richiesta nessuna conoscenza circa i dettagli di come le chiamate ai metodi vengano propagate attraverso la rete sottostante.